# UN-Klimakonferenz in Nairobi 2006
Die UN-Klimakonferenz in Nairobi fand vom 6. bis 17. November 2006 in Nairobi statt. Es war die zwölfte UN-Klimakonferenz und die zweite Nachfolgekonferenz des Kyoto-Protokolls.
Unter den rund 6000 Teilnehmern waren Vertreter von 189 Regierungen, darunter 100 Umweltminister.

## Ergebnisse
Zum Zeitpunkt der Konferenz hatten sich 35 Industriestaaten und die Europäische Union gemäß dem Kyoto-Protokoll dazu verpflichtet, ihre Treibhausgas-Emissionen zwischen 2008 und 2012 um 5 Prozent unter das Niveau von 1990 zu senken.
Die wichtigste Frage im Zusammenhang mit der weiteren Entwicklung nach Auslaufen des Kyoto-Protokoll 2012 wurde von der Konferenz auf das Jahr 2008 verschoben. Verständigen konnten sich die Delegierten über ein Fünf-Jahres-Programm zur wissenschaftlich-technischen Hilfe und über die Struktur für einen Fond zur Finanzierung höherer Deiche und neuer Wetterstationen. Erklärtes Ziel war, den Fonds bis 2012 mit 300 Millionen Euro zu füllen.
Die Gipfelteilnehmer sagten zu, die Erfolge des Kyoto-Abkommens bis 2008 zu überprüfen, um künftig neue Emissionsquoten für die Zeit nach 2012 festzulegen. Entwicklungs- und Schwellenländer wie Brasilien, Indien und die Volksrepublik China hatten sich zuvor gegen eine Überprüfung der Kyoto-Erfolge ausgesprochen, um nicht selbst zu einer Reduzierung von Treibhausgasen gezwungen werden zu können. Die Überprüfung des 2012 auslaufenden Abkommens war aber Voraussetzung für künftige internationale Klimaschutz-Verpflichtungen. Russland hatte daher während der Konferenz vorgeschlagen, neue Vertragsparteien freiwillige Quoten nennen zu lassen. Ein Datum für den Abschluss dieser Verhandlungen wurde nicht festgelegt.
Verbindliche Vereinbarungen über konkrete Verpflichtungen zur weiteren Minderung der Treibhausgas-Emissionen nach 2012 wurden während des Treffens nicht erzielt. Die Vereinigten Staaten als weltweit größte Produzent von Treibhausgasen lehnten eine Ratifizierung des Kyoto-Protokolls weiterhin ab.
Der Bund für Umwelt und Naturschutz Deutschland (BUND) nannte die Ergebnisse des Gipfels „frustrierend“.